# Don't Die on Me Now
Don't Die on Me Now is het vierde studioalbum van multi-instrumentalist Jett Rebel. Het werd geïntroduceerd op Lowlands op 20 augustus 2016. Rebel speelde daar het album integraal en de festivalgangers konden toen al een exemplaar kopen van het nieuwe album, dat verder nog nergens beschikbaar was, ook niet bij streamingdiensten. De officiële verschijningsdatum was pas een week later, op 26 augustus 2016.

## Releases binnen 12 maanden
Eerder dat jaar had Rebel Truck, zijn vierde album, uitgebracht. Het zesde studioalbum Super Pop volgde krap vijf maanden later. Don't Die on Me Now is het eerste album waarop Rebel te horen is met het powertrio Jett Rebel 3 met bassist Xander Vrienten en drummer Kees Schaper.

## Albumtitel
De titel van het album staat voor de echte muziek die langzaam uitsterft. Rebel zegt hierover in het begeleidend schrijven van het album: "Het belangrijkste doel in mijn leven is om mezelf te ontwikkelen als mens en als muzikant. Van kinds af aan heb ik het gevoel dat échte muziek langzaam uitsterft. Ik groeide op in de 90's, ik overleefde die tijd, want voor mij was de 9 een 6... Misschien maak ik mezelf wel te druk en moet ik iedereen van die plastic muziek laten genieten, maar ik kan dat zelf echt niet."

## Single en videoclips
Er is van het album één single uitgebracht: Lucky Boy, dat op 22 augustus 2016 verscheen. Op 18 augustus werd Lucky Boy door radiozender NPO 3FM uitgeroepen tot nieuwe megahit, wat betekende dat de single een week lang regelmatig op de radio voorbijkwam. De videoclip verscheen op 26 augustus 2016. 
Op 21 oktober 2016 verschenen onverwachts twee videoclips van het album, "Tracks of Your Tears" en "Look at Me Now". Hier zijn geen singles van afgenomen.
Jett Rebel verkocht zijn "Don't Die on Me Now"-tournee binnen 24 uur tijd uit.

## Studio-opname
Don't Die on Me Now werd live opgenomen in de nieuwe analoge studio van Rebel zelf: Gold Foil Studios, met voornamelijk studioapparatuur van voor 1977. Het is het eerste album waarbij Rebel zich in de studio liet bijstaan door andere muzikanten. Het album kreeg vorm door een tournee met het powertrio in New York, waar Rebel in tien dagen tijd elf liveshows speelde.

## Afspeellijst
Alle liedjes werden geschreven door Jett Rebel, behalve nummer 13, die werd geschreven door MacGyver Archimedes Masseuskamp
1. "Devious Child" - 7:21
2. "Lucky Boy" - 2:38
3. "See through City" - 0:24
4. "Tracks of Your Tears" -4:32
5. "It's Real" - 7:10
6. "Nothing Turns Me On Like a Rock 'n Roll Song" - 3:16
7. "Blonde Like You" - 3:55
8. "Take It As a Present" - 4:53
9. "Look at Me Now" - 5:47
10. "Teenage Man" - 2:18
11. "You Can Get Your Rock and Roll On" - 4:38
12. "Green" - 8:41
13. "Baby Tiger" - 1:24[5]

Totale duur van het album: 57 minuten

## Productie
Het album is geschreven, gecomponeerd, gearrangeerd en geproduceerd en gemixt door Jett Rebel. De audio-engineering is verzorgd door Marc Alberto en Jett Rebel, geassisteerd door Sam Verbeek. De mastering deed Darcy Proper in de Wisseloordstudio's.
Het album werd live opgenomen met:
- Jett Rebel - zang, gitaar, piano, orgels, drums, percussie, xylofoon, mandoline en resterende instrumenten
- Xander Vrienten - basgitaar, behalve op 8, 9 & 13
- Kees Schaper - drums, behalve op 8 & 13, en achtergrondzang
- Marc Alberto - baritonsaxofoon, altsax en fluit (2), baritonsaxofoon, bassaxofoon (7), triangle (9)
- Daniel van Loenen - trombone(s) (2 & 9)
- Amber Gomaa - achtergrondzang en piano (12)
- Jessica Manuputty - achtergrondzang en piano (12)
- Macgyver- alle instrumenten en zang (13)

Het album is uitgebracht op compact disc en op langspeelplaat. Het vinyl werd geperst door Music On Vinyl.
Het artworkconcept is van Jett Rebel, het ontwerp van Melvin Mackaaij, de fotografie van Latoya van der Meeren. Het artwork aan de binnenkant is in elkaar gezet door Johan Vosmeijer en Mandy Woelkens.
Don't Die on Me Now is uitgebracht door Baby Tiger Records, een eigen label van Rebel, divisie van JJ Music V.o.F. Het werd exclusief in licentie gegeven aan Sony Music Entertainment Nederland B.V.

## Critici
Het album werd goed ontvangen door verschillende critici. Erwin Zijleman schreef in zijn blog De krenten uit de pop: "Bluesrock domineert op Don't Die On Me Now, maar het is geen dertien in een dozijn bluesrock. Jett Rebel jamt er af en toe lekker op los, maar de bluesy riffs en gitaarsolo's worden ook moeiteloos gecombineerd met fraaie koortjes, psychedelische momenten en heel veel andere uitstapjes buiten de gebaande paden van de bluesy rock van weleer. Luisteren naar Don't Die On Me Now voelt daarom aan als willekeurig trekken uit een goed gevulde 70s platenkast. 
Jett Rebel liet op Truck al horen dat hij bijna achteloos memorabele korte popsongs met een kop en een staart uit de mouw kan schudden. Die songs zijn ook terug te vinden op zijn nieuwe plaat, maar Don't Die On Me Now blijft ook boeien wanneer de kop en de staart worden vergeten en er lang wordt gejamd. Een interessante en vooral bijzonder lekkere plaat. Ik kan echt niet anders zeggen."
Maxazine schreef over Don't Die on Me Now: "Het album biedt echter meer invloeden uit de rijke popgeschiedenis. Zoals twee andere lange albumtracks: de mooie zeven minuten durende soultrack 'It's Real' en het psychedelische 'Green'. In beide tracks drukt het gitaarspel van Jelte een grote stempel. Vervolgens doet hij met 'Blonde Like You' iets waar momenteel een opvallend groot gebrek aan is bij de huidige generatie popartiesten: een protestsong tegen Donald Trump."